# Тонка блакитна лінія (фільм, 1988)
Рендалл Адамс, «Тонка блакитна лінія»
«Тонка блакитна лінія» (англ. The Thin Blue Line) — американський документальний фільм Еррола Морріса, знятий 1988 року.

## Сюжет
За вбивство поліцейського засуджено Рендалла Адамса. Злочин стався у суботу, 27 листопада 1976 року. Двоє поліцейських зупинили машину для перевірки документів. Коли офіцер Роберт В. Вуд (англ. Robert W Wood) підійшов до вікна водія, його застрелили. Його напарниця нічого не встигла зробити. Машина була вкрадена шістнадцятирічним Девідом Гаррісом. Коли поліція натрапила на його слід, він признався, що був у машині. Але сказав, що у машині із ним був Рендалл Адамс, який і вбив поліцейського. Стрічку побудовано як серію інтерв'ю із різними дійовими особами справи — сам Рендалл Адамс, Девід Гарріс, суддя, декілька свідків, детективи, адвокати Адамса. Дуглас Д. Малдер (англ. Douglas D. Mulder), прокурор, у фільмі не з'являється.
Фільм натякає, що Адамс є невинним, змушуючи сумніватися у доказах його вини.

## Назва
Назва фільму взята із промови прокурора, що поліція — це «тонка блакитна лінія», що розділяє суспільство та «анархію». Ця фраза є похідною від відомого виразу «тонка червона лінія».

## Прокат та вплив
Стрічка вийшла у прокат 25 серпня 1988 року. Вона зібрала 1,209,846 доларів США.
Рендалла Адамса випустили із в'язниці через рік.

## Нагороди
Фільм отримав нагороду як «Найкращий документальний фільм» від New York Film Critics Circle, Kansas City Film Critics Circle, Національної ради кінокритиків США та Національної спілки кінокритиків США.
Морріс отримав нагороди International Documentary Association, Едгара Аллана По та стипендію МакАртура (1989). Фільм було визначено не як документальний, що не дало йому можливості бути висуненим на «Оскар».